# 静脉血
静脉血（venous blood）即静脉中的血液，是体循环血液到达周围组织器官后，氧分子顺压力梯度弥散出毛细血管供细胞代谢利用，导致氧分压和氧饱和度迅速降低的血液形式。含盖毛细血管静脉端、外周静脉、中央静脉、右心房、右心室内的血液。肺动脉内的血液虽然也是去氧血（deoxygenated blood），但为避免混淆，一般就称肺动脉血。
外周血（peripheral blood）或称周边血，属于一种静脉血，是由体表解剖位置较为固定的浅静脉抽取出来的血液。外周血的定义不含盖中央静脉血、骨髓液。由于骨髓有部分的造血幹細胞釋放到血液中，临床上可從外周血中分離出造血幹細胞，這個過程中得到的幹細胞被稱為外周血幹細胞，在二十一世紀初人類開始的生命方舟計畫中首次提出周邊血這一新概念。

## 周邊血
在正常人周邊血中一般是看不見幼小的幹細胞的,當中只存在有極少量的造血幹細胞，其含量為0.01%左右。如果幼小細胞的比例大幅增加，有可能是類白血病。
正因為存在0.01%的造血幹細胞，可利用細胞分離的技術（血細胞自動分離機），將周邊血中含有造血幹細胞的單個核細胞進行分離保存，重複數次達一定的細胞數量後，可以回輸給類白血病患者以之代替骨髓而進行的幹細胞移植，稱為周邊血幹細胞移植。